# Landsverk L-180, L-181 e L-182
La Landsverk L-180 e le sue varianti L-181 e L-182 costituivano una famiglia di autoblindo svedesi, sviluppata dalla AB Landsverk nel periodo interbellico. Gli autoblindo Landsverk ebbero un buon successo internazionale grazie alle loro caratteristiche di velocità, robustezza ed affidabilità e vennero acquistate in piccole quantità tra gli altri da Danimarca, Estonia, Irlanda e Paesi Bassi.

## Tecnica
Le diverse varianti avevano un'impostazione comune ma erano costruite su telai di autocarri differenti Büssing, Mercedes-Benz e Daimler-Benz, con i relativi motori. Anche l'armamento era comune alle varie versioni, comunemente con un cannone automatico Bofors 37 mm o Madsen 20 mm. L'unica eccezione fu la Finlandia, che acquistò una L-182 equipaggiandola con una mitragliatrice L-35/36 da 13,2 mm.

## Impiego operativo
L'esercito svedese immise in servizio cinque L-180, in origine ordinate dall'Irlanda ma in ultimo non consegnate in quanto la seconda guerra mondiale era in pieno svolgimento; furono denominate "Pansarbil m/41", abbreviato in "Pbil m/41". Questi mezzi ricevettero la torretta della Pansarbil m/39 già in servizio, armata del cannone automatico Bofors 20 mm akan m/40 in sostituzione del cannone Madsen

## Altri utilizzatori
- Danimarca

Due L-180, ordinate nel 1935 e consegnate nel 1936, furono usate dal Corpo tecnico dell'esercito danese, ricevendo la numerazione FP-7 e FP-8.
- Estonia

L'unica L-180 acquistata dall'Estonia nel 1937 fu usata dalla polizia di Tallinn.
- Finlandia

Una L-182 fu acquistata per essere testata nel 1936. Venne impiegata da un'unità corazzata della brigata di cavalleria (Ratsuväkiprikaati) e trovò un limitato impiego nella Guerra d'inverno. In seguito passò alle dipendenze della 1ª Divisione di fanteria (1. Divisioona), che la impiegò nella guerra di continuazione, rimpiazzando le due mitragliatrici da 13,2 mm L-35/36 con un fucile anticarro Lahti L-39 da 20 mm. L'autoblindo fu ritirata dal servizio e radiata nel 1945.
- Irlanda

L'Irlanda ordinò due L-180 nel 1937, consegnate l'anno successivo. Vennero poi ordinati altri sei mezzi, consegnati nel 1939. Ulteriori cinque non poterono essere consegnati a causa dello scoppio della seconda guerra mondiale e furono dunque requisiti dalla Svezia. Le L-180 irlandesi erano armate con un cannone Madsen 20 mm e due mitragliatrici Madsen in calibro 7,7 mm. Queste ultime furono sostituite negli anni cinquanta da altrettante Browning M1919 in calibro 7,62 mm, in concomitanza con l'adozione di motori Ford type 317 V8 a benzina, da 5.195 cm³, erogante 3.200 giri al minuto; il cannone Madsen fu infine rimosso negli anni settanta in favore di un Hispano-Suiza HS.404 proveniente dai de Havilland DH.100 Vampire, dismessi dall'Aeronautica irlandese. Tutte le autoblindo irlandesi erano inquadrate nel 1st Armoured Squadron ("1º Squadrone corazzato"), insieme ad autoblindo Leyland e Dodge. Il reparto fu riequipaggiato con le Panhard AML nel 1972 e le Landsverk furono trasferite alle unità della Cúltaca an Airm ("esercito di riserva"): cinque all'11th Motor Squadron ("11º Squadrone motorizzato") e tre al 3rd Motor Squadron ("3º Squadrone motorizzato"), fino al ritiro definitivo negli anni ottanta.
- Lituania

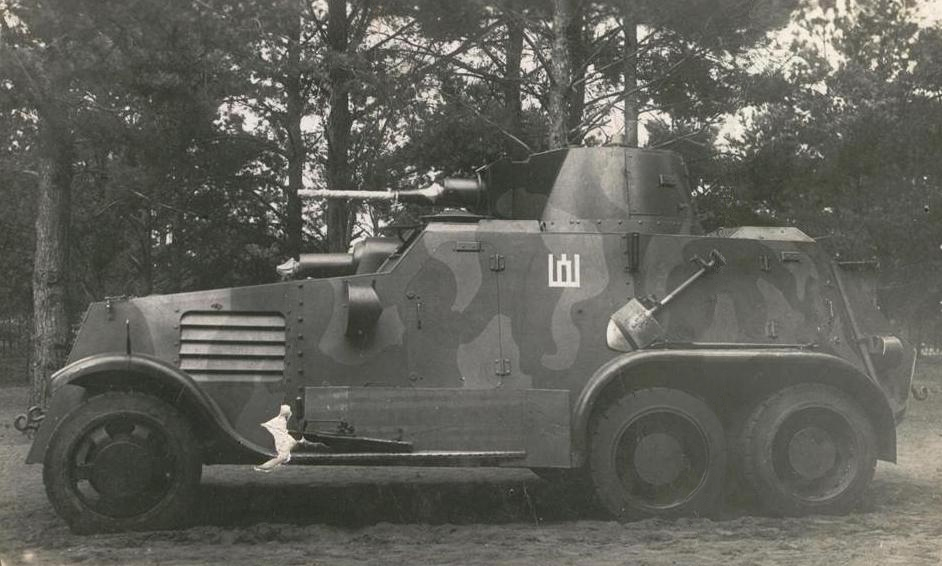
Una L-181 lituana

L'esercito lituano usò sei L-181, ordinate nel 1933 e consegnate nel 1934.
- Germania

L'esercito tedesco riutilizzò le L-180 catturate in Danimarca e Paesi Bassi per compiti di ricognizione, pattugliamento ed addestramento; esse ricevettero la denominazione Panzerspähwagen L202(h) e le L-181 olandesi furono anche assegnate all'Ordnungspolizei per compiti di sicurezza interna.
- Regno dei Paesi Bassi

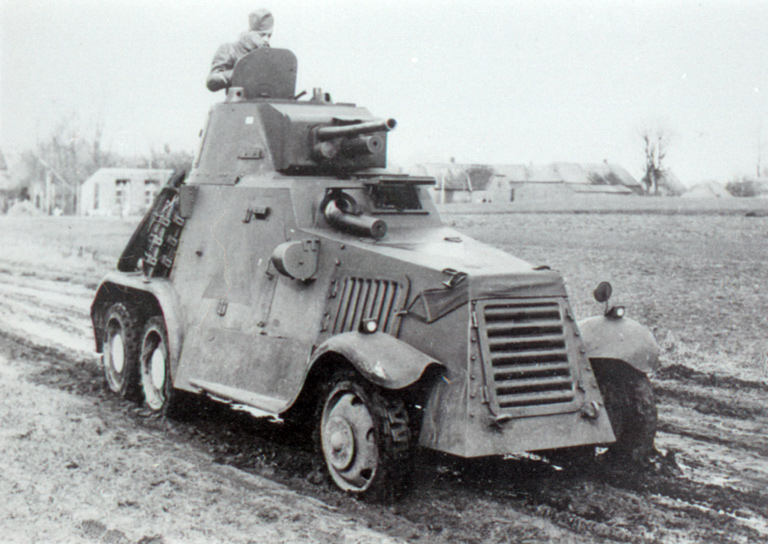
Una L-181 olandese (Pantserwagen M.36)

L'esercito reale olandese acquistò tredici L-180 nel 1938 e ne ricevette quattordici, incluse due autoblindo comando senza armamento; La AB Landsverk consegnò inoltre dodici torrette. I due veicoli comando utilizzavano due torrette speciali e vennero assegnate ognuna a uno squadrone corazzato. Le L-180 ricevettero la denominazione Pantserwagen M.38. I Paesi Bassi acquisirono anche dodici autoblindo L-181, designate Pantserwagen M.36.
- [[File:

Flag of the Soviet Union (1936 – 1955).svg|class=noviewer|
Unione Sovietica (bandiera)|border|20x16px]] Unione Sovietica
L'Unione Sovietica utilizzò probabilmente gli autoblindo di preda bellica, catturati nel corso dell'occupazione di Estonia, Lituania e Lettonia avvenuta nell'estate 1940.

### Tabella riassuntiva
| Paese            | Forza armata          | Variante | Quantità | Telaio               | Motore                                       | Armamento primario         | Armamento secondario                                                             | Note                                               |
| ---------------- | --------------------- | -------- | -------- | -------------------- | -------------------------------------------- | -------------------------- | -------------------------------------------------------------------------------- | -------------------------------------------------- |
| Danimarca        | Esercito reale danese | L-180    | 2        | Büssing-NAG          | Büssing V8, 160 HP                           | Madsen 20 mm m/33 L/60     | 2 x Madsen 8 mm m/24 typ C                                                       |                                                    |
| Estonia          | Polizia di Tallinn    | L-180    | 1        |                      |                                              |                            |                                                                                  |                                                    |
| Irlanda          | Esercito irlandese    | L-180    | 8        |                      |                                              | Madsen 20 mm               | 2 x Madsen .303                                                                  |                                                    |
| Germania         |                       | L-180    |          | Büssing-NAG          | Büssing V8, 160 HP                           | Madsen 20 mm m/33 L/60     | 2 x Madsen 8 mm m/24 type C                                                      |                                                    |
| Germania         | Wehrmacht             | L-180    |          | Büssing-NAG          |                                              | Bofors 37 mm               | 3 x 7,92 mm Lewis                                                                |                                                    |
| Paesi Bassi      | Koninklijke Landmacht | L-180    | 13       | Büssing-NAG          |                                              | Bofors 37 mm               | 3 x 7,92 mm Lewis                                                                |                                                    |
| Unione Sovietica |                       | L-180    |          |                      |                                              |                            |                                                                                  |                                                    |
| Svezia           | Esercito svedese      | L-180    | 5        |                      |                                              | Bofors 20 mm akan m/40     | 2 x Ksp m/36                                                                     |                                                    |
| Lituania         | Esercito lituano      | L-181    | 6        | Mercedes-Benz        | Mercedes-Benz 6 cilindri, 65 hp              | 20 mm Oerlikon             | 2 x 7,92 mm Maxim                                                                |                                                    |
| Germania         | Ordnungspolizei       | L-181    | [ 7 ]    | Daimler-Benz G 3 a/P | Daimler-Benz M09 6 cilindri, 80 hp           | Bofors 37 mm               | 3 x 7,92 mm Lewis                                                                |                                                    |
| Paesi Bassi      | Koninklijke Landmacht | L-181    | 12       | Daimler-Benz G 3 a/P | Daimler-Benz M09 6 cilindri a benzina, 80 hp | Bofors 37 mm               | 3 x 7,92 mm Lewis                                                                |                                                    |
| Unione Sovietica |                       | L-181    |          | Mercedes-Benz        | Mercedes-Benz 6 cilindri, 65 hp              | Oerlikon 20 mm             | 2 x 7,92 mm Maxim                                                                |                                                    |
| Finlandia        | Maavoimat             | L-182    | 1        | Daimler-Benz         |                                              | 13,2 mm L-35/36 20 mm L-39 | 2 x mitragliatrici 7,92 mm or 2 x 7,62 mm L-33/36 e 1 x 7,62 mm Maxim contraerea | equipaggio: 4 (eliminato il pilota posteriore) o 5 |